# Bodman-Ludwigshafen
Bodman-Ludwigshafen é um município da Alemanha, no distrito deConstança, na região administrativa de Friburgo, estado de Baden-Württemberg.